# Талица (муниципальный округ Сухой Лог)
Талица — село, входящее в муниципальное образование «Городской округ Сухой Лог» Свердловской области России.
Малая родина Героя Советского Союза С. А. Неустроева.

## География
Село расположено в 25 километрах (по автотрассе в 31 километрах) к северу-востоку от города Сухой Лог, в истоке реки Талица (правого притока реки Ирбит, в 6 километрах к юго-юго-востоку от озера Ирбитское.

### Уличная сеть
Центральная улица — 8-е Марта, к нему примыкают переулки: Школьный переулок, Горный переулок и Молодёжный переулок.

## Население
| 2002 | 2010 |
| ---- | ---- |
| 378  | ↘311 |

## Известные уроженцы, жители
Неустроев, Степан Андреевич (12 августа 1922, село Талица — 26 февраля 1998, Севастополь) — советский офицер, участник Великой Отечественной войны. Командир 1-го стрелкового батальона 756-го стрелкового полка 150-й стрелковой дивизии, штурмовавшего Рейхстаг, Герой Советского Союза (1946).

## Достопримечательности
Стела «Село Талица — родина Героя Советского Союза Неустроева С. А.» при въезде в село; мемориальная плита воинам, погибшим в годы Великой Отечественной войны в пер. Горный